# Leucostrophus alterhirundo
Leucostrophus alterhirundo là một loài bướm đêm thuộc họ Sphingidae. Nó được tìm thấy ở Ethiopia và Somalia, phía nam đến Zambia và Malawi.